# 하복동
하복동(河福東, 1956년 10월 19일 ~ , 충북 영동)은 대한민국의 감사원 사무차장을 역임한 공무원이다.

## 생애
감사원 감사위원을 맡았다. 2010년 10월 1일, 김황식 전 감사원장이 국무총리로 임명되면서 감사원장직을 대행했다. 2011년 10월 6일 감사위원 임기를 마치고 현재는 동국대학교 사회과학연구원 석좌교수로 있다.

## 학력
- 충남대학교 법학 학사 졸업

## 경력
- 2010년 10월 ~ 2011년 3월: 감사원장 직무대행
- 2009년 3월 ~ 2011년 10월: 감사원 감사위원
- 2006년 3월 ~ 2009년 3월: 감사원 제1사무차장
- 2005년 ~ 2006년 3월: 감사원 기획홍보관리실장
- 2004년 ~ 2005년: 감사원 기획관리실장
- 2003년 ~ 2004년: 감사원 재정금융감사국장
- 2002년 ~ 2003년: 감사원 원장비서실장
- 2002년: 감사원 이사관
- 2001년 ~ 2002년: 감사원 부이사관
- 2001년: 감사원 원장비서실장
- 1996년 ~ 2001년: 감사원 과장